# بيزو باغليا
بيزو باغليا (بالإنجليزية: Pizzo Paglia)‏ هو أحد جبال سلسلة جبال الألب ليبونتيني ويقع في كانتون غراوبوندن في سويسرا. يحتل المرتبة رقم 307 في قائمة جبال سويسرا من حيث الارتفاع، إذ يبلغ ارتفاعه حوالي 2593 متر، بينما يبلغ ارتفاع نتوء الجبل 498 متر.